# Зелёное (Тамбовская область)
Зелёное — село в Сосновском районе Тамбовской области России. Административный центр Зелёновского сельсовета.

## География
Расположен в пределах Окско-Донской равнины, в западной части района. В центре села пруд. 
Климат
Деревня Зелёное, как и весь район, находится в умеренном климатическом поясе, и входит в состав континентальной климатической области Восточно-Европейской равнины. В среднем в год выпадает от 350 до 450 мм осадков. Весной, летом и осенью преобладают западные и южные ветра, зимой — северные и северо-восточные. Средняя скорость ветра 4—5 м/с.

## История
Согласно Закону Тамбовской области от 17 сентября 2004 года № 232-З село Зелёное возглавило образованное муниципальное образование Зелёновский сельсовет.

## Население
| 2010 |
| ---- |
| 235  |

## Инфраструктура
Администрация сельского поселения.

## Транспорт
Село доступно автотранспортом, в том числе общественным. Остановка общественного транспорта «Зелёное».